# Transportes América
Transportes América foi uma empresa de transportes coletivos urbanos da cidade do Rio de Janeiro. Foi criada na década de 1960 e tem como principal foco o bairro da Pavuna, onde fica a sede da empresa. Todas as linhas regulares, variantes e extraordinárias que a empresa opera tem ponto final no bairro.
Em 1981, foi efetuada a aquisição da Transportes América pela Viação Rubanil. Desde então, a pintura das duas empresas passou a ser a mesma[carece de fontes?], até a padronização adotada em 2010.
Em 1986, com o falecimento do Sr. Manuel dos Santos Pereira, as empresas passaram a ser administradas pelos seus filhos.
Devido a dificuldades financeiras e greve de funcionários, encerrou suas atividades em maio de 2018.